# 篠原大作
篠原大作（1933年7月4日—2016年2月1日）是日本的男性聲優、演員。北海道出身。所屬81 Produce。以前所屬東京俳優生活協同組合。

## 演出作品

### 電視劇
- 葵德川三代（生駒親正）
- 幸福雪（旁白）
- 3年B組金八先生（園田榮治）
- 對太陽吶喊
- 德川家康（足利義昭）
- 松本清張特別篇·溫柔的地方
- 世界奇妙物語『在·一·瞬·間』、『沒血沒淚』

### 電影
- 跳躍大搜查線 THE MOVIE（警察廳長官官房總務審議官）

### 電視動畫
- 幸運女神（校長）
- 今日大魔王（貝克）
- 哥爾哥13（酒吧的老闆）
- 新·巨人之星II（廣岡達朗）
- 稻草男（老爺爺）
- 鋼鐵偵探J（爺爺）
- 滴溜溜！小水滴（極樂先生）
- 滴溜溜！小水滴 阿哈☆（極樂先生）
- 魔法少女加奈（桶狹間）
- 名偵探柯南（金澤智康）

1969年
- 女排No.1（實況播報員）

1978年
- 佩琳物語（愛德蒙・潘達伏萬）

1998年
- 危險調查員（伊莉亞的父親）

2003年
- 貯金大冒險（歐金）

2004年
- 魔法咪路咪路（第3季）（長老（胡桃族長老））
- 抓鬼天狗幫（村長）

2005年
- 星艦駕駛員（川路）
- TSUBASA翼（鎮長）

2007年
- 天元突破紅蓮螺巖（校長）
- 魔女獵人（李特根上院議員）

2008年
- 全力兔（老紳士）
- 楚楚可憐超能少女組（大倫先生）
- 無限之住人（淺野虎行）

2009年
- 元素獵人（南迪‧蘇倫德拉）

2011年
- 戰國鬼才傳（黑田孝高（只有第11話）、長谷川等伯）

2013年
- 惡之華（貓町堂店主）

### 遊戲
- 時空幻境：無盡傳奇（豪斯）
- 羅曼史 英雄傳奇 -吟遊詩人-（加多&尼桑）

### 外語配音
- 雷鳥神機隊（帝國救援本部強森）
- 城市大贏家（藍道爾・溫斯頓市長（貝瑞·波斯特維克））
- 斷頭谷（湯瑪斯・蘭開斯特醫生（伊恩·麥卡達米）／紐約市長（克里斯多福·李））VHS版、DVD版、BD版
- 哈利波特系列
  - 哈利波特－消失的密室（康尼留斯·夫子（羅伯特·哈迪））
  - 哈利波特─阿茲卡班的逃犯（康尼留斯·夫子（羅伯特·哈迪））
  - 哈利波特－火盃的考驗（康尼留斯·夫子（羅伯特·哈迪））
  - 哈利波特－鳳凰會的密令（康尼留斯·夫子（羅伯特·哈迪））
  - 哈利波特—混血王子的背叛（康尼留斯·夫子（羅伯特·哈迪））
- 奇境（比爾（傑克·薛帕德））
- BJ單身日記（費茲賀伯特（保羅·布魯克））
- 魔鬼戰將
- 飆風戰警

### 旁白
- 快傑獅子丸
- 文件地球時間「美國總統和那個時代」
- NEWS STATION

### 特攝
- 超人七號（第49話，登場播報員）
- 任意的！卡米塔人（第24話，怪人・野生的王國）
- 電腦奇俠01（第34話，播報員）
- 兄弟拳巴克羅瑟（第30話，播報員）
- 超人巴隆·1（第29話，收音機播報員的聲音）
- 特警溫斯佩克多（第45話，中津川修）
- 特救指令索爾布萊恩（第4話，青山電機員工）
- 忍者部隊月光（第3、4話，紅人的聲音）
- 戰鬥霍克（第9話，播報員）
- 秘密戰隊五連者（第78話，播報員）

### 節目旁述人
- NHK 偉大的旅人鄭和
- NHK NHK特集
- NHK 9.11紐約們的5年
- TBS 日立世界·驚奇發現！

## 外部連結
- 81 Produce公開簡歷